# Daniel Holzer
Daniel Holzer, né le 18 août 1995 à Ostrava en Tchéquie, est un footballeur tchèque qui évolue au poste de latéral gauche au FC Slovácko.

## Biographie

### Baník Ostrava
Né à Ostrava en Tchéquie, Daniel Holzer est formé par le club de sa ville natale, le Baník Ostrava. Il débute en professionnel le 19 août 2012, lors d'une rencontre de championnat face au FC Viktoria Plzeň. Son équipe s'incline ce jour-là (1-3). Il inscrit son premier but le 22 septembre 2013, lors d'une victoire du Baník Ostrava en championnat face au FC Slovan Liberec (3-0), match durant lequel Holzer délivre également une passe décisive. Il devient titulaire en équipe première au cours de l'année 2014.

### Sparta Prague et prêt au Fastav Zlín
Le 27 juillet 2016, Daniel Holzer s'engage avec l'un des plus grands clubs du pays, le Sparta Prague. Le 7 août 2016, il joue son premier match sous ses nouvelles couleurs, face au FK Teplice, en championnat (0-0).
Pour la saison 2017-2018, il est prêté au Fastav Zlín.

### Baník Ostrava
Le 18 juillet 2018, Daniel Holzer fait son retour dans son club formateur, le Baník Ostrava. Il devient immédiatement titulaire au sein de l'équipe.

### FC Slovácko
Le 17 juin 2021, Daniel Holzer rejoint le FC Slovácko. Il joue son premier match sous ses nouvelles couleurs le 25 juillet 2021, lors de la première journée de la saison 2021-2022, contre le FC Slovan Liberec. Il est titularisé et délivre une passe décisive pour Milan Petržela sur le but vainqueur de son équipe (0-1 score final).

### Carrière en sélection nationale
Avec les moins de 18 ans, il est l'auteur d'un doublé lors d'un match amical contre l'Ukraine en janvier 2013.
Daniel Holzer reçoit sa première sélection avec l'équipe de Tchéquie espoirs le 14 novembre 2014, lors d'un match amical face au Danemark (2-2). Il marque son seul et unique but avec les espoirs le 5 juin 2017, lors d'une rencontre amicale face à l'Azerbaïdjan. Avec les espoirs, il participe au championnat d'Europe espoirs en 2017, qui se déroule en Pologne. Lors de cette compétition, il joue deux matchs. Il enregistre une victoire face à l'Italie, toutefois son équipe est éliminée dès la phase de groupe.